# Kleitor
Kleitor (em grego:  Κλείτωρ) é um vilarejo, unidade municipal e ex-município na Arcádia, Grécia. Sua sede é Mygdaliá.

## História
Clítor é um assentamento milenar, tendo guerreado contra Soos e Agesilau I, reis de Esparta. Plutarco relata que Soos, com seu exército cansado e sedento, ter-lhes-ia jurado que, se ele e todos seus homens pudessem beber água em uma fonte próxima, restauraria as terras dos clitorianos. Após todo seu exército se saciar, Soos negou-se a beber a água, marchando, pois, contra os clitorianos, sem quebrar seu anterior juramento.
Em 2011, foi fundido com sete outros municípios para formar o novo município de Gortynia, tornando-se sede deste. A unidade municipal tem uma área de 150,6 km2.

## Subdivisões
A unidade municipal é dividida nas seguintes comunidades (vilarejos entre parênteses):
- Mygdaliá (Mygdaliá, Palaiópyrgos)
- Agrídion
- Drakovoúnion
- Kerpiní (Kerpiní, Áno Kalývia, Káto Kalývia)
- Pournariá (Pournariá, Mouriá)
- Prásino (Prásino, Kalývia Karnési)
- Theóktiskon
- Valtesínikon (Valtesínikon, Kourouvélion, Olomádes)
- Xirokarítaina